# ONE PIECE (S-WORDのアルバム)
『ONE PIECE』（ワン・ピース）はS-WORDの1枚目のアルバム。2002年6月5日発売。

## 制作
本作にはシングルとしてリリースされた「KROSS OVA' ＜斬＞ 」、「THE ANSWER」が収録。「KROSS OVA' ＜斬＞ 」がメインストリームもので、「The Answer」がメロウもので両極端とし、その間のものをアルバム曲として制作し収録したという。ソロ作品となったが、NITRO MICROPHONE UNDERGROUNDでの制作とはあえて変えないでソロとしてどこまでやれるかを追求したという。
プロデューサーを含めてのS-WORDということを証明したかったといい、 アメリカのプロデューサーであるLOFEY以外はこれまで交流のあったプロデューサーで固められた。トラックのリクエストもS-WORD側からは特になく、用意されたものにラップを乗せていく手法で楽曲制作が行われた。

## 収録曲
1. nightmare
2. カタパルトデッキ
3. Enter The ID □.□.□.□.□.
4. マダマダ -最善を尽くせ-
5. EXTRA NEGOTIATION feat. XBS
6. KROSS OVA'<斬>
7. IN THE ZONE
8. ULTIMATE RARE -価値上がれ- feat. GORE-TEX & MACKA-CHIN
9. R.P.G. Pt2 (BRING DA MUZIK)
10. FOR MINUTES feat. DELI
11. eS-BReeSSO
12. THE ANSWER feat. CHRISTINA MILIAN
13. 090 [Complete Ego Mix]
14. to the Next evo